# Griselda Tessio
Griselda Rosa de las Mercedes Tessio (4 de abril de 1937; Esperanza, Santa Fe), es una abogada, criminóloga, docente universitaria  y política argentina se desempeñó como Vicegobernadora de la Provincia de Santa Fe entre 2007 y 2011.  Es hija del fallecido exgobernador de Santa Fe Aldo Tessio.

## Trayectoria
Griselda Tessio cursó sus estudios secundarios y universitarios en la ciudad de Santa Fe, y en 1964 se graduó como profesora en Ciencias de la Educación en la Facultad de Ciencias de la Educación de la Universidad Nacional del Litoral (UNL).
En 1982 obtuvo su título de abogada en la Facultad de Ciencias Jurídicas y Sociales de la Universidad Nacional del Litoral. En 1984 inició su trayectoria como fiscal federal de la Nación y en 2005 fue designada por el procurador general de la Nación para dirigir la Unidad de Investigación a las Violaciones de los Derechos Humanos ocurridas durante la última dictadura militar, con jurisdicción de la Cámara Federal de Apelaciones de Rosario.
Su trabajo estuvo marcado por una militancia permanente en la defensa de los Derechos Humanos. La tarea emprendida como Fiscal se caracterizó por la investigación de causas de violaciones a los derechos humanos durante el Proceso de Reorganización Nacional, en todas las jurisdicciones de las cámaras federales de Rosario.
Desde 1986 hasta 1996 fue codirectora del Taller de Criminología de la Facultad de Ciencias Jurídicas y Sociales de la Universidad Nacional del Litoral y directora del Instituto de Filosofía y Ciencias Sociales de la misma Facultad.
En 1993 obtuvo un Posgrado de Especialización en Criminología de Facultad de Ciencias Jurídicas y Sociales de la Universidad Nacional del Litoral. Es coautora del libro "Encuentro con las Penas Perdidas"(Ed. Secretaría de Posgrado y Servicios a Terceros. Facultad de Ciencias Jurídicas y Sociales - Universidad Nacional del Litoral. Año 1994).
Se desempeña como profesora titular por Concurso de "Historia Social de la Educación", Facultad Ciencias de la Educación, Universidad Nacional de Entre Ríos. 
Es Profesora titular del Seminario de "Sociopolítica de la Educación Superior" en la Maestría de Gestión Universitaria, de la Facultad de Humanidades y Ciencias, Universidad Nacional del Litoral. 
Se ha desempeñado como profesora titular por Concurso en la asignatura "Introducción a la Sociología" en la Facultad Ciencias Jurídicas y Sociales, y como Titular de "Sociología de la Educación" en la Facultad de Humanidades y Ciencias, ambas de la UNL.

## Vicegobernadora
En enero de 2007 recibió la propuesta que la acercaría a la vocación de su padre, Aldo Tessio, quien fuera gobernador de la provincia de Santa Fe en una gestión truncada por el golpe militar de Juan Carlos Onganía en 1966. El Frente Progresista Cívico y Social, conformado por los partidos Socialista, Radical, Demócrata Progresista, Frente Grande, ARI, Intransigente y Comunista le proponía integrar la fórmula junto a Hermes Binner como candidata a Vicegobernadora.
Las elecciones de octubre de 2007 la convirtieron en Vicegobernadora de la Provincia de Santa Fe, cargo que ejerció desde el 11 de diciembre del mismo año hasta igual fecha de 2011.
| Predecesor: María Eugenia Bielsa | Vicegobernadora de Santa Fe 2007 - 2011 | Sucesor: Jorge Henn |